# Olbendorf
Olbendorf är en ort och kommun i Österrike. Den ligger i distriktet Güssing i förbundslandet Burgenland, i den östra delen av landet, 110 km söder om huvudstaden Wien. Antalet invånare år 2023 är 1 490.